# Julia Mendelsonówna
Julia Mendelsonówna (Gula) (ur. 6 kwietnia 1891 w Częstochowie, zm. ?) – polska rzeźbiarka pochodzenia żydowskiego.

## Życiorys
Córka Judy Lejba (ur. 24 kwietnia 1864) i Bronisławy Galewskiej (ur. 28 czerwca 1868). Studiowała w Monachium i Berlinie. W Łodzi w swojej pracowni przy ul. Zielonej 8 udzielała lekcji rysunku i rzeźby.
W Warszawie w Towarzystwie Zachęty Sztuk Pięknych w 1914 r. wystawiła rzeźby w gipsie: Pokłon i Studium. W dniach 7-12 maja 1916  r. w budynku firmy Siemens przy ul. Piotrkowskiej 96 na wystawie indywidualnej swoich rzeźb pokazała m.in. popiersia prof. T. Mazurkiewicza, T. Panasiewicza i Edwarda Wagnera.
Zaś w 1917 r. w Łodzi na kolejnej wystawie dzieł sztuki pokazała portrety, akt i studium.
Jej kariera artystyczna i dalsze losy, data i miejsce śmierci oraz miejsce spoczynku są nieznane.